# Gottfried Primisser
Gottfried Primisser (* 8. Oktober 1785 in Innsbruck; † 26. September 1812 in München) war ein Historiker und Archivar aus Tirol.

## Leben
Primisser, Sohn des Dichters und Archivars Johann Friedrich Primisser, stammte aus der Südtiroler Familie Primisser, besuchte die Universität Innsbruck und erlangte dort 1806 den Dr. iur. Sein eigentliches Interesse galt allerdings der Geschichtswissenschaft. Nach seinen ersten Veröffentlichungen wurde die bayerische Regierung auf ihn aufmerksam und sendete ihn auf ihre Kosten an die Universität Heidelberg sowie an die Universität Göttingen, an denen er sich bis 1812 dem Studium der Geschichte widmen durfte. Sein akademischer Lehrer war in Göttingen Arnold Heeren. Für das Tiroler Landesmuseum Ferdinandeum legte Primisser unter dem Titel „Tirolische Urkunden vom 11. bis 15. Jahrhundert“ eine Urkunden- bzw. Abschriftensammlung an, die dort als Dipauliana 612/5 verwahrt wird.
Primisser kehrte 1812 aus Göttingen zurück und erhielt am 27. Mai 1812 die Stelle eines Adjunkten am neugegründeten Reichsarchiv München. Kurz nachdem er die Stelle angetreten hatte erkrankte er an einer Darmkrankheit, an der er wenige Zeit später verstarb. Er wurde in seiner Heimatstadt Innsbruck beigesetzt.

## Werke (Auswahl)
Primisser veröffentlichte trotz seiner kurzen Wirkungszeit eine Reihe historischer Abhandlungen. Er erarbeitete teilweise zusammen mit seinem Vater Johann Friedrich Primisser einige Manuskripte.
- Der venetianische Krieg unter dem Erzherzog Sigmund, Grafen zu Tirol, 1487. In: Sammler für Geschichte und Statistik in Tirol, Band II (1807), S. 97–192.
- Ueber Heinrich, den letzten Rottenburger und sein Geschlecht. In: Sammler für Geschichte und Statistik in Tirol, Band IV (1808), S. 267–303.
- Denkmähler der Kunst und des Alterthums in der Kirche zum heiligen Kreuz in Innsbruck, Wagner, Innsbruck 1812.
- Denkwürdigkeiten von Innsbruck und seinen Umgebungen, 2. Auflage, Wagner, Innsbruck 1816 (online).